# فرنسيس إم. بيكسباي
فرنسيس إم. بيكسباي هو سياسي أمريكي، (و. 1828 – 1905 م). نشط حزبياً في الحزب الديمقراطي. وقد انتخب عضو مجلس ولاية نيويورك ‏.